# Авеленго ди Сопра (Болцано)
Авеленго ди Сопра (итал. Avelingo di Sopra) је насеље у Италији у округу Болцано, региону Трентино-Јужни Тирол.
Према процени из 2011. у насељу је живело 199 становника. Насеље се налази на надморској висини од 1384 м.